# Habodász István
Habodász István (Révkomárom, 1992. július 1. –) magyar színművész.

## Élete
1992-ben született a felvidéki Révkomáromban. A helyi Selye János Gimnáziumban érettségizett. 2014-2019 között a Kaposvári Egyetem színművész szakán tanult. Szakdolgozatát Kaszás Attiláról írta. Egyetemi évei alatt, játszott Kaposváron a Csiky Gergely Színházban, a Budapesti Nemzeti Színházban, a Soproni Petőfi Színházban, majd gyakorlatát a kassai Thália Színházban töltötte. 2019-2020 között a Pesti Magyar Színház tagja volt. 2020-2023 között a Déryné Program társulatának tagja volt, majd a társulat produkciós szervezője.
2024-től a 777blog.hu, Magyarország legolvasottabb keresztény közéleti hír – és blogoldalának szerkesztője. 
2008-ban, 16 évesen szerepelt a “Slovensko hladá talent” című szlovák, 2011-ben pedig a magyar "Csillag születik" című tehetségkutató műsorban.

## Színházi szerepei
Zárójelben a társulat, valamint a bemutató helyszíne és dátuma, illetve ahol Habodász nem volt tagja az eredeti szereposztásnak, csatlakozásának évada olvasható.
- Vörösmarty Mihály: Csongorok, Tündék (Karinthy Színház, Budapest, 2013. nov. 23.)
- Schwajda György: Lúdas Matyi – gyógykovács (Csiky  Gergely Színház, Kaposvár, 2016. márc. 31.)
- Szilágyi Andor: Tóth Ilonka (Nemzeti Színház, Budapest, 2016. okt. 21.)
- Zágon István – Nóti Károly: Hippolyt, a lakáj – Makáts Csaba (Petőfi Színház, Sopron, 2017. okt. 7.)
- Luigi Pirandello: A férfi, aki virágot hord a szájában – békés vendég (Csiky  Gergely Színház, Kaposvár, 2017. dec. 4.)
- Kálmán Imre: A montmartre-i ibolya – Henry Lőry, író (Kassai Thália Színház, Kassa, 2018. febr. 22.)
- Frank Wildhorn: Bonnie & Clyde (több társulat a Városmajori Szabadtéri Színpadon, Budapest, 2018. júl. 13.)
- Móricz Zsigmond: Légy jó mindhalálig – Bagoly, tanár (Kassai Thália Színház, Kassa, 2018. okt. 18.)
- Ferdinand von Schirach: Terror: bírósági dráma – a néző dönt – Lars Koch, vádlott (Kassai Thália Színház, Kassa, 2019. márc. 1.)
- Vajda Katalin: Legyetek jók, ha tudtok! – Jacomo, fazekasmester (Pesti Magyar Színház, Budapest, 2019/2020)
- Dennis Martin – Christoph Jilo – Wolfgang Adenberg: A kincses sziget – Pew/Flint/Steward (Pesti Magyar Színház, Budapest, 2019/2020)
- Berg Judit: Rumini Ferrit-szigeten – Roland/Nudli (Pesti Magyar Színház, Budapest, 2019/2020)
- Dés László: Valahol Európában – Tróger (Pesti Magyar Színház, Budapest, 2019/2020)
- Petőfi Sándor: János vitéz – török vezér, zsivány (Déryné Program, Sátoraljaújhely, 2020. aug. 8.)
- Herczeg Ferenc: Déryné ifjasszony – fuvaros (Déryné Program, Százhalombatta, 2020. szept. 18.)
- Tóth Ede: A falu rossza – Zenész, ha kell, ha nem (Déryné Program, Budapest, 2021. júl. 03.)
- Weöres Sándor: Holdbeli csónakos – Dumuzi, sumir főpap és Hindu (Déryné Program, Budapest, 2021. dec. 10.)
- Sütő András: Balkáni gerle – Rupi prímás (Déryné Program, Budapest, 2022. márc. 27.)
- Jánosi Ferenc: Szemet szemért – Zoltán (Déryné Program, Budapest, 2022. dec. 09.)

## Filmes és televíziós szerepei
- Game Over Club (2018-ban forgatott, de bemutatásra nem került film) ...Villanyszerelő
- Magyar Passió (2021) ...Keller apja
- Déryné ifjasszony (2022.09.19. Uránia Nemzeti Filmszínház)  tévéjáték (rendezte: Vidnyánszky Attila)